# Sascha Grabow
Sascha Grabow (né le 15 janvier 1968 à Wolfsburg) est un routard, écrivain et photographe allemand qui, entre 1987 et 2016, a visité tous les pays du monde. Grabow est considéré comme l'un des trois plus grands voyageurs du monde et le plus grand de moins de 50 ans. Il fut également joueur de tennis professionnel.

## Œuvres
- (en) Sascha Grabow (2017), Traveling - 30 Years Around The Planet (ISBN 978-154-078-2663, lire en ligne) Full Color Paperback Edition
- (en) Sascha Grabow (2017), Traveling - 30 Years Around The Planet (ISBN 978-152-121-6040, lire en ligne) Black & White Interior Paperback Edition
- (en) Sascha Grabow (2016), Traveling - 30 Years Around The Planet (ASIN B01KE82GXQ, lire en ligne) Full Color eBook Edition